# 過海隧道巴士905線
過海隧道巴士905線是香港一條西區海底隧道巴士路線，來往荔枝角及會展站，由九龍巴士及城巴聯合營運，提供灣仔、金鐘、中環、上環、西營盤及石塘咀往西九龍、大角咀、旺角、深水埗、長沙灣及美孚的過海隧道巴士服務。本線是目前僅有三條取道西隧的聯營全日專利過海巴士路線之一，另外兩條為904線及914線。
過海隧道巴士905A線是905線的特別班次，在星期一至五下午繁忙時間提供服務，由會展站單向開往荔枝角，不經旺角。
過海隧道巴士905P線是905線的輔助線，在星期一至五上午繁忙時間提供服務，由荔枝角單向開往灣仔（港灣道），途經西九龍填海區一帶及大角咀，並以灣仔訓練池作為終點站。

## 歷史
- 1974年3月1日：本線開辦，當時路線號碼被編為105，來往荔枝角（橋底）及石塘咀，途經紅磡海底隧道。
- 1975年3月1日：所有班次遷往荔枝角（荔園）。
- 1978年9月25日：延長至西環（山市街）。
- 1982年8月9日：往荔枝角（荔園）方向改經林士街入德輔道中，不經急庇利街。原設於德輔道中近禧利街與永和街的中途站取消，改設站於干諾道中近急庇利街總站及近機利文街處。
- 1982年10月8日：往西環方向改經域多利皇后街往皇后大道中，不再途經租庇利街，以配合兩者行車方向調換。
- 1988年10月8日：往荔枝角（荔園）方向在告士打道後，改經菲林明道、港灣道、杜老誌道及鴻興道前往海底隧道，不經告士打道，並於海港中心附近加設分站。
- 1991年6月19日：中巴率先增派空調巴士於本線行走，是首兩條被增派空調巴士行走的常規過海隧道巴士路線。
- 1992年5月30日: 九巴增派空調巴士於本線行走。
- 1994年11月18日：西環總站由山市街縮短至（西祥街）。
- 1997年5月1日：為配合西區海底隧道通車，本線改行西區海底隧道及大角咀（櫻桃街），總站遷往灣仔碼頭，並改名為905。往西環的服務由905P線（今904線）取代。
- 1998年9月1日：中巴專營權結束，本線改為由九巴及新巴聯合營運。
- 2006年7月1日：本路線新增八達通轉乘優惠。
- 2008年6月8日：兩間巴士公司調整票價至$9.8。[1]
- 2015年5月17日：本線港島區總站由灣仔碼頭遷移往灣仔北公共運輸交匯處，以配合灣仔碼頭公共運輸交匯處因港鐵沙中綫工程而封閉，並更改往灣仔方向於灣仔區的行車路線，不再途經金鐘道及軒尼詩道[2]。
- 2016年4月17日：九巴班次增設到站時間預報。
- 2016年10月3日：開辦特別路線905P，由荔枝角單向開往灣仔（港灣道），途經西九龍填海區一帶及大角咀，逢星期一至五早上開出兩班，公眾假期除外[3]。
- 2018年5月28日：新巴班次增設實時抵站時間查詢服務。
- 2018年12月1日：本線往荔枝角方向，改行晏架街及旺角道。[4]
- 2019年12月16日：905A線開辦，[5][6]由灣仔北單向前往荔枝角，直達長沙灣，不經旺角，逢星期一至五下午開出五班，公眾假期除外；905同日調整班次，惟多個905A未有服務的時段亦遭削減[7]
- 2022年5月14日：905及905A線港島區總站遷往會展站公共運輸交匯處，以配合會展站啟用，往荔枝角方向取消會議道「灣仔碼頭」站。[8][9]
- 2023年6月5日：905A線減至四班車。[10]
- 2023年7月1日：因應新巴城巴合併，本線改由九巴及城巴聯合經營。
- 2024年9月23日：905A線減至三班車。

## 服務時間及班次
905
| 荔枝角開         | 荔枝角開     | 荔枝角開     | 會展站開         | 會展站開            | 會展站開            |
| 日期             | 服務時間     | 班次（分鐘） | 日期             | 服務時間            | 班次（分鐘）        |
| ---------------- | ------------ | ------------ | ---------------- | ------------------- | ------------------- |
| 星期一至五       | 05:50-07:00  | 10           | 星期一至五       | 06:00-07:06         | 16/17               |
| 星期一至五       | 07:11-07:55  | 11           | 星期一至五       | 07:19、07:32        | 07:19、07:32        |
| 星期一至五       | 08:05        | 08:05        | 星期一至五       | 07:32-08:12         | 8                   |
| 星期一至五       | 08:13-08:31  | 9            | 星期一至五       | 08:29-09:20         | 17                  |
| 星期一至五       | 08:31-09:16  | 15           | 星期一至五       | 09:32-10:34         | 15/16               |
| 星期一至五       | 09:32-10:04  | 16           | 星期一至五       | 10:50-11:50         | 15                  |
| 星期一至五       | 10:04-10:34  | 15           | 星期一至五       | 12:03-13:08         | 13                  |
| 星期一至五       | 10:46-11:50  | 16           | 星期一至五       | 13:24-14:24         | 15                  |
| 星期一至五       | 12:09-13:08  | 19/20        | 星期一至五       | 14:37、14:51        | 14:37、14:51        |
| 星期一至五       | 13:20、13:32 | 13:20、13:32 | 星期一至五       | 14:51-15:42         | 17                  |
| 星期一至五       | 13:32-14:24  | 13           | 星期一至五       | 15:51-16:45         | 9                   |
| 星期一至五       | 14:43-15:42  | 19/20        | 星期一至五       | 16:45-17:00         | 7/8                 |
| 星期一至五       | 15:55、16:11 | 15:55、16:11 | 星期一至五       | 17:06、17:12、17:17 | 17:06、17:12、17:17 |
| 星期一至五       | 16:11-16:56  | 15           | 星期一至五       | 17:23、17:29、17:36 | 17:23、17:29、17:36 |
| 星期一至五       | 16:56-17:16  | 10           | 星期一至五       | 17:44-18:00         | 8                   |
| 星期一至五       | 17:28-18:16  | 12           | 星期一至五       | 18:00-18:40         | 10                  |
| 星期一至五       | 18:16-18:38  | 11           | 星期一至五       | 18:55-19:46         | 17                  |
| 星期一至五       | 18:49-19:20  | 20           | 星期一至五       | 20:01、20:14        | 20:01、20:14        |
| 星期一至五       | 19:20-20:00  | 15/16        | 星期一至五       | 20:31-21:22         | 17                  |
| 星期一至五       | 20:15、20:30 | 20:15、20:30 | 星期一至五       | 21:36-22:32         | 14                  |
| 星期一至五       | 20:30-21:22  | 13           | 星期一至五       | 22:46、23:10        | 22:46、23:10        |
| 星期一至五       | 21:38、21:54 | 21:38、21:54 | 星期一至五       | 23:10-00:00         | 25                  |
| 星期一至五       | 21:54-22:32  | 19           | 星期一至五       |                     |                     |
| 星期一至五       | 22:50-00:00  | 17/18        | 星期一至五       |                     |                     |
| 星期六           | 05:50-06:20  | 15           | 星期六           | 06:00-07:06         | 22                  |
| 星期六           | 06:20-07:00  | 10           | 星期六           | 07:22-07:50         | 14                  |
| 星期六           | 07:13-08:05  | 13           | 星期六           | 08:01、08:12        | 08:01、08:12        |
| 星期六           | 08:13-09:16  | 10/11        | 星期六           | 08:34-09:20         | 22/23               |
| 星期六           | 09:32、09:49 | 09:32、09:49 | 星期六           | 09:34-10:34         | 20                  |
| 星期六           | 09:49-10:34  | 15           | 星期六           | 10:50-11:50         | 20                  |
| 星期六           | 10:46、10:58 | 10:46、10:58 | 星期六           | 12:00-12:50         | 10                  |
| 星期六           | 10:58-11:50  | 13           | 星期六           | 12:50-13:08         | 9                   |
| 星期六           | 12:06-13:08  | 15/16        | 星期六           | 13:17、13:29        | 13:17、13:29        |
| 星期六           | 13:20、13:32 | 13:20、13:32 | 星期六           | 13:29-14:24         | 11                  |
| 星期六           | 13:32-14:24  | 13           | 星期六           | 14:36-15:00         | 12                  |
| 星期六           | 14:37-15:42  | 13           | 星期六           | 15:00-15:42         | 14                  |
| 星期六           | 15:55-17:17  | 16/17        | 星期六           | 15:51、16:01        | 15:51、16:01        |
| 星期六           | 17:37-18:17  | 20           | 星期六           | 16:01-17:07         | 11                  |
| 星期六           | 18:38        | 18:38        | 星期六           | 17:17               | 17:17               |
| 星期六           | 18:54-20:00  | 16/17        | 星期六           | 17:26-18:02         | 9                   |
| 星期六           | 20:20-21:22  | 20/21        | 星期六           | 18:02-18:40         | 12/13               |
| 星期六           | 21:40-22:32  | 17/18        | 星期六           | 18:53-20:01         | 13/14               |
| 星期六           | 22:50-00:00  | 17/18        | 星期六           | 20:17-21:05         | 16                  |
|                  |              |              | 星期六           | 21:22               |                     |
| 21:36-22:32      | 14           |              | 星期六           |                     |                     |
| 22:46            |              |              | 星期六           |                     |                     |
| 23:00-00:00      | 20           |              | 星期六           |                     |                     |
| 星期日及公眾假期 | 06:00、06:22 | 06:00、06:22 | 星期日及公眾假期 | 06:00-07:22         | 27/28               |
| 星期日及公眾假期 | 06:22-07:22  | 20           | 星期日及公眾假期 | 07:37-08:36         | 19/20               |
| 星期日及公眾假期 | 07:36-08:36  | 15           | 星期日及公眾假期 | 08:55-09:33         | 19                  |
| 星期日及公眾假期 | 08:48-09:19  | 15/16        | 星期日及公眾假期 | 09:51               | 09:51               |
| 星期日及公眾假期 | 09:19-09:51  | 16           | 星期日及公眾假期 | 10:03、10:18        | 10:03、10:18        |
| 星期日及公眾假期 | 10:06-11:06  | 12           | 星期日及公眾假期 | 10:34-11:06         | 16                  |
| 星期日及公眾假期 | 11:18-12:20  | 15/16        | 星期日及公眾假期 | 11:19-11:56         | 12/13               |
| 星期日及公眾假期 | 12:33-13:35  | 12/13        | 星期日及公眾假期 | 11:56-12:20         | 12                  |
| 星期日及公眾假期 | 13:47-14:18  | 15/16        | 星期日及公眾假期 | 12:32、12:47        | 12:32、12:47        |
| 星期日及公眾假期 | 14:18-14:50  | 16           | 星期日及公眾假期 | 12:47-13:35         | 16                  |
| 星期日及公眾假期 | 15:03-15:40  | 12/13        | 星期日及公眾假期 | 13:48、13:59        | 13:48、13:59        |
| 星期日及公眾假期 | 15:40-16:04  | 12           | 星期日及公眾假期 | 13:59-14:13         | 14                  |
| 星期日及公眾假期 | 16:16-17:04  | 16           | 星期日及公眾假期 | 14:13-14:50         | 12/13               |
| 星期日及公眾假期 | 17:19        | 17:19        | 星期日及公眾假期 | 15:00、15:12        | 15:00、15:12        |
| 星期日及公眾假期 | 17:34-18:34  | 15           | 星期日及公眾假期 | 15:12-16:04         | 13                  |
| 星期日及公眾假期 | 18:48-19:48  | 20           | 星期日及公眾假期 | 16:19-17:19         | 15                  |
| 星期日及公眾假期 | 20:03-21:03  | 15           | 星期日及公眾假期 | 17:30、17:42        | 17:30、17:42        |
| 星期日及公眾假期 | 21:18-22:18  | 20           | 星期日及公眾假期 | 17:42-18:34         | 13                  |
| 星期日及公眾假期 | 22:38-00:00  | 20/21        | 星期日及公眾假期 | 18:49-19:34         | 15                  |
| 星期日及公眾假期 |              |              | 星期日及公眾假期 | 19:48、20:00        |                     |
| 星期日及公眾假期 | 20:20-21:03  | 21/22        | 星期日及公眾假期 |                     |                     |
| 星期日及公眾假期 | 21:18-22:18  | 15           | 星期日及公眾假期 |                     |                     |
| 星期日及公眾假期 | 22:38-23:38  | 20           | 星期日及公眾假期 |                     |                     |
| 星期日及公眾假期 | 00:00        |              | 星期日及公眾假期 |                     |                     |

905A
- 會展站開：
  - 星期一至五：17:50、18:25、19:00

905P
- 荔枝角開：
  - 星期一至五：07:50、08:06

905A及905P星期六、日及公眾假期不設服務
- 註：有紅字班次為九巴派車，其餘班次為城巴派車。

## 收費
| 路線       | 全程收費 | 分段收費 |
| ---------- | -------- | --- |
| 905        | $12.9    | - 太子站往會展站／高等法院往荔枝角：$12.2 - 均益大廈第二期往會展站／西區海底隧道往荔枝角：$7.7 - 貿易廣場往荔枝角：$6.8                                            |
| 905A／905P | $12.9    | - 高等法院往荔枝角 (905A)／海富苑往灣仔 (905P)：$12.2 - 西區海底隧道往荔枝角 (905A)／均益大廈第二期往灣仔 (905P)：$7.7 - 貿易廣場往荔枝角：$6.8 （只適用於905A線） |

| - 本線設有12歲以下小童及65歲或以上長者半價優惠。 - 65歲或以上香港居民使用「樂悠咭」，以及12歲以下合資格殘疾兒童使用「殘疾人士身份」個人八達通繳付車資，均可享有每程$2.0或半價（以較低者為準）的票價優惠；12至64歲合資格殘疾人士使用「殘疾人士身份」個人八達通（包括「樂悠咭」），以及60至64歲香港居民使用「樂悠咭」繳付車資，均可享有每程$2.0或全費（以較低者為準）的票價優惠。 - 65歲或以上長者如使用長者或一般個人八達通繳付車資，則只可享有半價優惠；12至64歲合資格殘疾人士如不使用「殘疾人士身份」個人八達通，以及60至64歲人士如不使用「樂悠咭」繳付車資，必須繳付全費。 - 乘客可以現金或八達通於上車時付款，不設找續。 - 每位成人乘客可免費攜帶最多兩名4歲以下而不佔座位的兒童乘客乘車，超額之4歲以下小童必須繳付小童車費乘車。 - 持有「九巴月票」之乘客在車票有效期內，每日可享最多10程任何九龍巴士及龍運巴士路線（包括本路線，合資格車程只適用於九龍巴士／龍運巴士提供的班次；惟乘搭機場「A」及「NA」線則可享原價二七折優惠（不會計算每天10次合資格車程））；而B1線則可每日可享最多2程（不會計算每天10次合資格車程）。 - 九龍巴士、城巴、龍運巴士及陽光巴士全職員工及家屬（不包括外判職員）可免費乘搭本路線（陽光巴士員工及家屬只適用於九龍巴士提供的班次），惟必須拍職員或職員家屬八達通。 - 乘客亦可使用AlipayHK「易乘碼」、支付寶、WeChatHK／微信支付「搭車碼」、銀聯雲閃付「乘車碼」及BOC Pay「乘車碼」、具有感應式支付功能的JCB、卡美國運通、大來國際、Discover Card（只適用於九龍巴士／龍運巴士提供的班次）、VISA、Mastercard及銀聯卡，以及Apple Pay、Google Pay及Samsung Pay流動支付平台繳付車資。九巴班次的乘客使用上述付款方式，將只可享有與其他九巴路線／聯營路線九巴班次之轉乘優惠；城巴班次的乘客使用上述付款方式，將只可享有與其他城巴獨營路線或聯營線城巴班次之轉乘優惠。乘客亦不能享有「公共交通費用補貼計劃」及「長者及合資格殘疾人士公共交通票價優惠計劃」。 |

## 使用車輛
本線是由2010年8月23日起，九巴調入四部配置歐盟五型引擎的Wright Eclipse Gemini 2車身12米富豪B9TL雙層空調巴士（AVBWU29／PJ9462、AVBWU31／PJ9625、AVBWU32／PJ9752、AVBWU34／PJ9802）取代四部較舊版本的富豪B9TL（AVBW），成為西區海底隧道的過海線中，首條引入歐盟五型引擎巴士的路線，2010年9月1日起再引入一部同款巴士（AVBWU43／PK2847），至2013年改回原有的巴士（AVBW）。2012年，為測試新報站系統，本路線部份富豪B9TL（AVBW4及AVBW6）被調往九龍灣車廠作測試，由原屬該廠、配Enviro500車身的同款巴士（AVBE12／MP8201）取替。至2013年，九巴慶祝公司成立80周年，安排八輛巴士披上復古車身色彩廣告，其中一輛斯堪尼亞K310UD 12米（ASU19／PC5322）因披上梅斯特斯平治O305樣辦車的色彩，而該車型為本路線前身105線的常用車型，於是將該車一度被調至本路線服務。 2014年，九巴全面改派配亞歷山大丹尼士Enviro 500車身的富豪B9TL 12米（AVBE）行走本路線。直至2015年，為配合政府收緊低排放區標準，而本路線需途經中環及旺角低排區，全線用車更換為高載版的富豪B9TL（AVBWU，已全數撤離）及Enviro500 MMC（ATENU）行走。
2018年12月，此路線九巴班次可使用12.8米用車，隨後於2019年11月，此路線新巴班次亦開始使用12.8米用車。
九巴現時使用6輛亞歷山大丹尼士Enviro 500 MMC及7輛富豪 B9TL(AVBWU)，均屬荔枝角車廠。  此路線不時與6，32H，171和 904 交換用車。
| 車隊編號  | 車牌   |
| --------- | ------ |
| AVBWU328  | SW4002 |
| AVBWU330  | SW7682 |
| AVBWU341  | SX3463 |
| AVBWU343  | SX3730 |
| AVBWU407  | TJ6090 |
| AVBWU426  | TR6812 |
| AVBWU432  | TS9002 |
| ATENU486  | TH9264 |
| ATENU641  | TN8352 |
| ATENU683  | TP9156 |
| ATENU714  | TR5007 |
| ATENU860  | TW4202 |
| ATENU1492 | VN2495 |

另外， 此路線不時出現亞歷山大丹尼士Enviro 500 MMC12.8米(3ATENU、E6X) 行走。
而城巴派出12輛巴士行走，用車為亞歷山大丹尼士Enviro 500/亞歷山大丹尼士Enviro 500 MMC 11.3、12米（40XX、55XX-58XX、61XX-62XX）及富豪B9TL 11.3、12米（45XX、52XX）。

## 行車路線
905(A/P)
荔枝角開經：景荔徑、荔灣道、美荔道、長沙灣道、彌敦道、旺角道、西洋菜南街、亞皆老街、櫻桃街、連翔道、西區海底隧道、干諾道西、嘉安街、德輔道西、干諾道西、干諾道中、民吉街、統一碼頭道、民吉街、干諾道中、夏愨道、添美道、龍匯道、分域碼頭街、港灣道、杜老誌道、鴻興道及菲林明道。
905P依905原線駛至長沙灣道後，改經荔枝角道、通州街、興華街西、深盛路、深旺道、聚魚道、通州街（北行）、通州街（南行）、大角咀道、海泓道、旺角（柏景灣）公共運輸交匯處、海泓道，然後返回櫻桃街905原線，而不經斜體字之路段。
會展站開經：鴻興道、菲林明道、軒尼詩道、金鐘道、德輔道中、摩利臣街、干諾道西、德輔道西、山道、干諾道西、西區海底隧道、連翔道、迴旋處、海輝道、深旺道、櫻桃街、大角咀道、櫸樹街、晏架街、旺角道、彌敦道、長沙灣道、荔枝角道、美荔道、荔灣道及景荔徑。
905A線依905原線駛至海輝道後，改經迴旋處、連翔道、東京街西、東京街，然後返回長沙灣道905原線，而不經斜體字之路段。

### 沿線車站

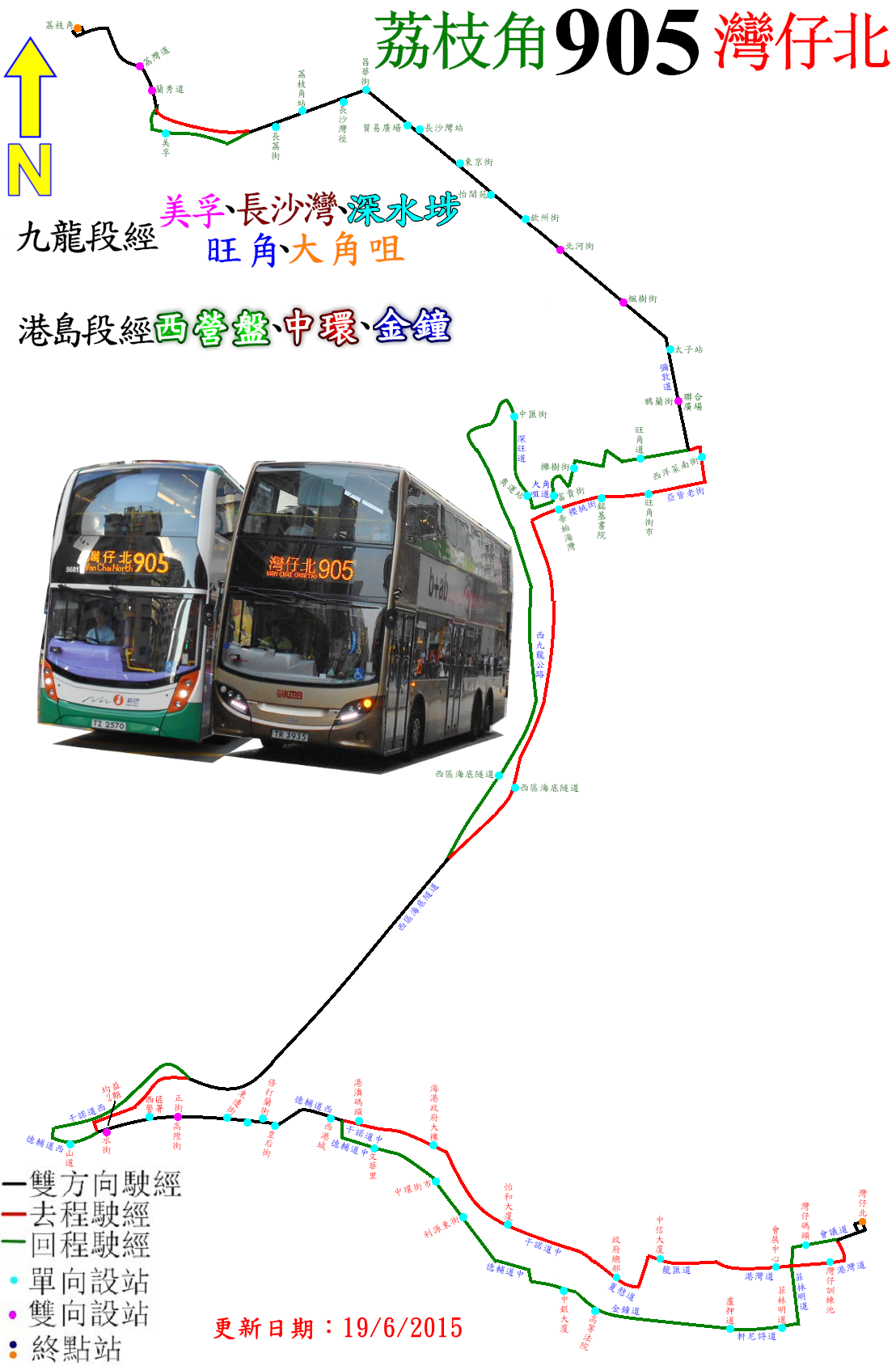
905線的走線圖

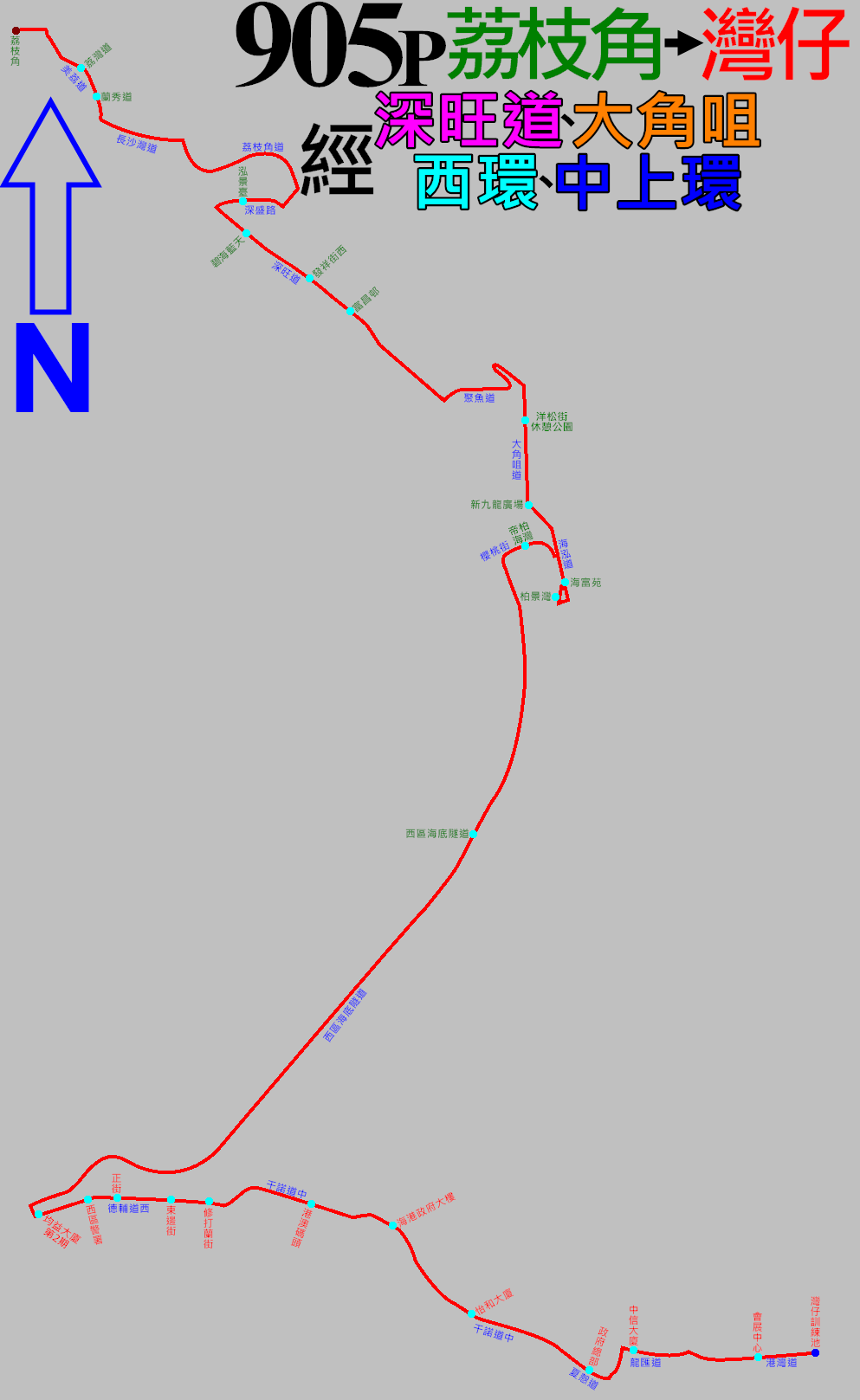
905P線的走線圖

905
| 荔枝角開 | 荔枝角開                  | 荔枝角開             | 會展站開 | 會展站開                 | 會展站開             |
| 序號     | 車站名稱                  | 位置                 | 序號     | 車站名稱                 | 位置                 |
| -------- | ------------------------- | -------------------- | -------- | ------------------------ | -------------------- |
| 1        | 荔枝角巴士總站            | 荔枝角巴士總站       | 1        | 會展站                   | 會展站公共運輸交匯處 |
| 2        | 荔灣道                    | 美荔道               | 2        | 菲林明道                 | 軒尼詩道             |
| 3        | 蘭秀道                    | 美荔道               | 3        | 盧押道                   | 軒尼詩道             |
| 4        | 荔枝角站（Y2）            | 長沙灣道             | 4        | 高等法院                 | 金鐘道               |
| 5        | 昌華街（Y6）              | 長沙灣道             | 5        | 中銀大廈                 | 金鐘道               |
| 6        | 長沙灣站（Y12）           | 長沙灣道             | 6        | 利源東街                 | 德輔道中             |
| 7        | 東京街（Y16）             | 長沙灣道             | 7        | 中環街市                 | 德輔道中             |
| 8        | 欽州街（Y21）             | 長沙灣道             | 8        | 文華里                   | 德輔道中             |
| 9        | 北河街（Y25）             | 長沙灣道             | 9        | 西港城                   | 干諾道西             |
| 10       | 楓樹街                    | 長沙灣道             | 10       | 皇后街                   | 德輔道西             |
| 11       | 太子站（S1）              | 彌敦道               | 11       | 高陞街                   | 德輔道西             |
| 12       | 水渠道 （聯合廣場）（S9） | 彌敦道               | 12       | 正街                     | 德輔道西             |
| 13       | 西洋菜南街                | 西洋菜南街           | 13       | 水街                     | 德輔道西             |
| 14       | 旺角街市                  | 亞皆老街             | 14       | 山道                     | 德輔道西             |
| 15       | 銘基書院                  | 櫻桃街               | 15       | 西區海底隧道轉車站（B3） | 西區海底隧道         |
| 16       | 帝柏海灣                  | 櫻桃街               | 16       | 中匯街                   | 深旺道               |
| 17       | 西區海底隧道轉車站（A4）  | 西區海底隧道         | 17       | 奧運站                   | 深旺道               |
| 18       | 均益大廈第二期            | 德輔道西             | 18       | 富貴街                   | 大角咀道             |
| 19       | 西區警署                  | 德輔道西             | 19       | 櫸樹街                   | 櫸樹街               |
| 20       | 正街                      | 德輔道西             | 20       | 旺角道                   | 旺角道               |
| 21       | 東邊街                    | 德輔道西             | 21       | 鴉蘭街（N74）            | 彌敦道               |
| 22       | 修打蘭街                  | 德輔道西             | 22       | 楓樹街                   | 長沙灣道             |
| 23       | 港澳碼頭                  | 干諾道中             | 23       | 北河街（X8）             | 長沙灣道             |
| 24       | 海港政府大樓              | 統一碼頭道           | 24       | 怡閣苑（X18）            | 長沙灣道             |
| 25       | 怡和大廈                  | 干諾道中             | 25       | 貿易廣場（X27）          | 長沙灣道             |
| 26       | 政府總部                  | 夏愨道               | 26       | 長沙灣徑（X33）          | 長沙灣道             |
| 27       | 中信大廈                  | 龍匯道               | 27       | 長荔街（X45）            | 長沙灣道             |
| 28       | 香港會議展覽中心          | 港灣道               | 28       | 美孚轉車站（B4）         | 荔枝角道             |
| 29       | 灣仔游泳池                | 港灣道               | 29       | 蘭秀道                   | 美荔道               |
| 30       | 會展站                    | 會展站公共運輸交匯處 | 30       | 荔灣道                   | 美荔道               |
|          |                           |                      | 31       | 荔枝角巴士總站           | 荔枝角巴士總站       |

905A/905P
| 荔枝角開 （905P） | 荔枝角開 （905P）        | 荔枝角開 （905P）            | 會展站開 （905A） | 會展站開 （905A）        | 會展站開 （905A）    |
| 序號              | 車站名稱                 | 位置                         | 序號              | 車站名稱                 | 位置                 |
| ----------------- | ------------------------ | ---------------------------- | ----------------- | ------------------------ | -------------------- |
| 1                 | 荔枝角巴士總站           | 荔枝角巴士總站               | 1                 | 會展站                   | 會展站公共運輸交匯處 |
| 2                 | 荔灣道                   | 美荔道                       | 2                 | 菲林明道                 | 軒尼詩道             |
| 3                 | 蘭秀道                   | 美荔道                       | 3                 | 盧押道                   | 軒尼詩道             |
| 4                 | 泓景臺                   | 深盛路                       | 4                 | 高等法院                 | 金鐘道               |
| 5                 | 碧海藍天                 | 深旺道                       | 5                 | 中銀大廈                 | 金鐘道               |
| 6                 | 發祥街西                 | 深旺道                       | 6                 | 利源東街                 | 德輔道中             |
| 7                 | 富昌邨                   | 深旺道                       | 7                 | 中環街市                 | 德輔道中             |
| 8                 | 洋松街休憩公園           | 大角咀道                     | 8                 | 文華里                   | 德輔道中             |
| 9                 | 新九龍廣場               | 大角咀道                     | 9                 | 西港城                   | 干諾道西             |
| 10                | 海富苑                   | 海泓道                       | 10                | 皇后街                   | 德輔道西             |
| 11                | 旺角（柏景灣）           | 旺角（柏景灣）公共運輸交匯處 | 11                | 高陞街                   | 德輔道西             |
| 12                | 帝柏海灣                 | 櫻桃街                       | 12                | 正街                     | 德輔道西             |
| 13                | 西區海底隧道轉車站（A4） | 西區海底隧道                 | 13                | 水街                     | 德輔道西             |
| 14                | 均益大廈第二期           | 德輔道西                     | 14                | 山道                     | 德輔道西             |
| 15                | 西區警署                 | 德輔道西                     | 15                | 西區海底隧道轉車站（B3） | 西區海底隧道         |
| 16                | 正街                     | 德輔道西                     | 16                | 浪澄灣                   | 海輝道               |
| 17                | 東邊街                   | 德輔道西                     | 17                | 西九龍法院大樓           | 東京街西             |
| 18                | 修打蘭街                 | 德輔道西                     | 18                | 麗閣邨                   | 東京街               |
| 19                | 港澳碼頭                 | 干諾道中                     | 19                | 貿易廣場（X27）          | 長沙灣道             |
| 20                | 海港政府大樓             | 統一碼頭道                   | 20                | 長沙灣徑（X33）          | 長沙灣道             |
| 21                | 怡和大廈                 | 干諾道中                     | 21                | 長荔街（X45）            | 長沙灣道             |
| 22                | 政府總部                 | 夏愨道                       | 22                | 美孚轉車站（B4）         | 荔枝角道             |
| 23                | 中信大廈                 | 龍匯道                       | 23                | 蘭秀道                   | 美荔道               |
| 24                | 香港會議展覽中心         | 港灣道                       | 24                | 荔灣道                   | 美荔道               |
| 25                | 灣仔游泳池               | 港灣道                       | 25                | 荔枝角巴士總站           | 荔枝角巴士總站       |

## 客量
本線主要吸引由上環及西營盤來往旺角和大角咀及深水埗區的乘客，由於是途經西區海底隧道便可以直接地從旺角區或西營盤經不常塞車的大角咀區來往兩岸，加上乘坐港鐵來往西環及旺角需要轉乘，本線相對較方便。由於本線在石塘咀設有分段收費，加上班次頻密，西環近西區海底隧道的山道車站大排長龍，乘客甚至不能登車，在其他車站也有不少乘客等候本線，部份原等候904的乘客若遇上此線抵達會轉投，因此客量不錯，尤以繁忙時間為甚。
不過對中環及灣仔乘客而言，由於本線需要途徑西環前往西區海底隧道，因此寧願乘搭較為直接的港鐵或者乘坐過海隧巴104。因此在該帶只能吸引希望有座位乘坐的乘客使用，客量不高。根據運輸署發布的《2025-2026年度巴士路線計劃》，該路段過海乘客量來回方向分別只有9%及13%，因此本線獲建議縮短至中環（林士街）。

## 外部連結
- 過海隧道巴士905線－九龍巴士 （页面存档备份，存于）
- 過海隧道巴士905線－城巴[]
- 過海隧道巴士905線－巴士狂熱 （页面存档备份，存于）
- 過海隧道巴士905線－681巴士總站 （页面存档备份，存于）
- 過海隧道巴士905線－巴士資訊網 （页面存档备份，存于）
- 過海隧道巴士905線－森德巴士網
- 過海隧道巴士905、905A線路線圖 （页面存档备份，存于）
- 過海隧道巴士905P線路線圖 （页面存档备份，存于）
- 過海隧道巴士905線詳細時間表 （页面存档备份，存于）
- 香港巴士大典上的相关条目：過海隧巴905線
- 香港巴士大典上的相关条目：過海隧巴905A線
- 香港巴士大典上的相关条目：過海隧巴905P線